# Xã Arispie, Quận Bureau, Illinois
Xã Arispie (tiếng Anh: Arispie Township) là một xã thuộc quận Bureau, tiểu bang Illinois, Hoa Kỳ. Năm 2010, dân số của xã này là 776 người.